# Джо Кокер

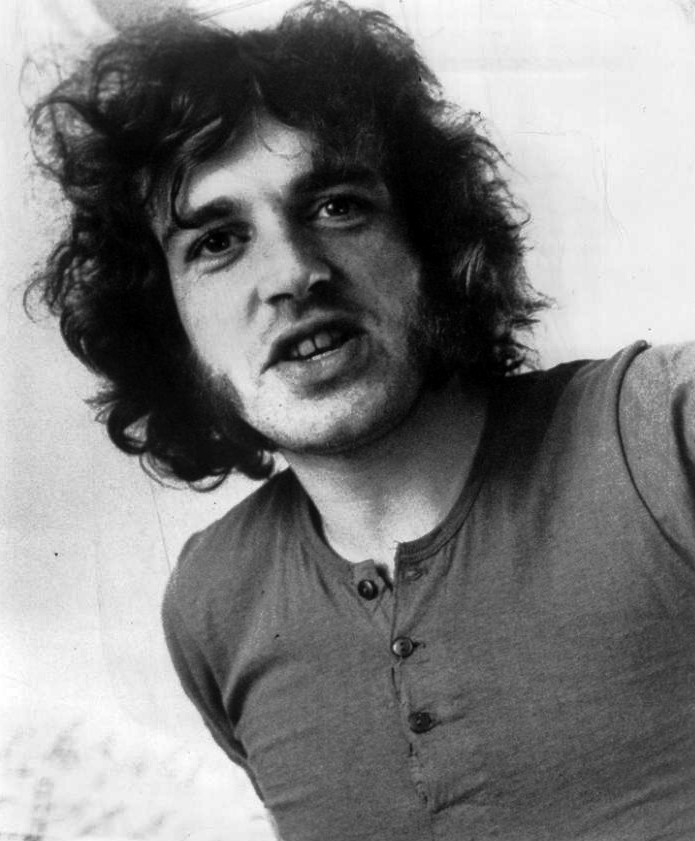
Джо Кокер у 1970 р.

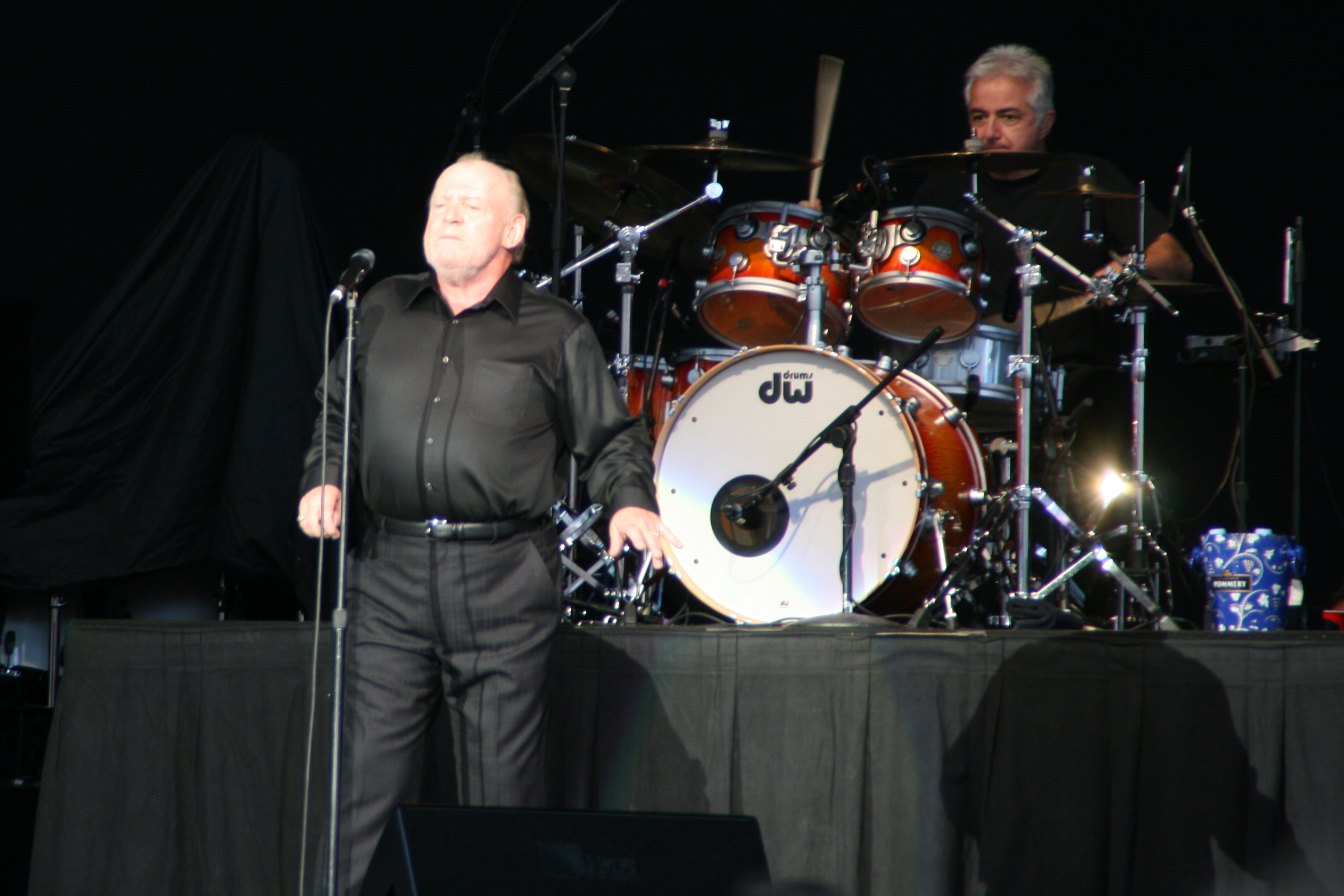
Джо Кокер на сцені

Джо Ко́кер (англ. Joe Cocker; справжнє ім'я — Джон Ро́берт Ко́кер, англ. John Robert Cocker, 20 травня 1944, Шеффілд, Південний Йоркшир, Британська імперія — 22 грудня 2014, Кроуфорд, Колорадо, США) — англійський співак, який починав як естрадний виконавець під псевдонімом Vance Arnold, потім виконував рок і блюз у пабах як вокаліст команди Grease Band.
Кокер вважався одним із найзнаменитіших вокалістів останнього півстоліття — у 2008 році журнал «Rolling Stone» вписав його на 97 місці до свого списку «100 найвидатніших співаків».

## Біографія
| «Поки я буду отримувати задоволення від живого спілкування зі слухачами, поки на моїх концертах буде панувати збудження, доти я буду виходити на сцену», — Джо Кокер. |

### Ранні роки
Джо Кокер — британець за походженням. Його батьки не стали наполягати на своїй думці про його вищу освіту і після школи Джо вирушив у самостійне плавання, основною своєю роботою визначивши газозварювання, а для душі іноді вечорами граючи в барах. Своїм співочим псевдонімом він вибрав звучне ім'я — Ванс Арнолд, а виконував Джо на цей момент переважно чужі хіти — пісні Рея Чарлза та інших поп-зірок. У 1963 році Джо Кокер та колектив під назвою «The Avengers», який йому акомпанував, виступили на розігріві у «Rolling Stones», які давали концерт в Сіті-холі рідного містечка співака. Виступ був схвально зустрінутий глядачами і Джо, відмовившись від псевдоніма, вирішив далі працювати під своїм ім'ям. Вже наступного року він випустив свій перший сингл — кавер-версію бітлівської «I'll Cry Instead». Команда грала не тільки на території Британської імперії, а й у Франції — на базах ВПС США. Однак у колективу не було майбутнього, відносини в команді незабаром стали напруженими і група розпалася. Згодом Кокер познайомився з Крісом Стейнтоном, одним із найвидатніших світових музикантів на думку співака. Завдяки роботі з продюсером Денні Корделла, який влаштував Кокеру ангажемент у найкращому клубі Лондона під назвою «The Marquee», вже в 1969 році його хіт «A Little Help From My Friends» (новий кавер на «Beatles»), посідає першу сходинку британського хіт-параду. У цьому ж році Джо Кокер дебютував і в США, де і були видані його перші платівки «With a Little Help from My Friends» і «Joe Cocker».

### 1970-ті
У 1970-ті Кокер мав проблеми з репертуаром, в якому переважали переспіви пісень інших виконавців. Крім того, він захопився наркотиками та алкоголем, регулярно з'являючись на сцені в стані легкого підпитку. Внаслідок зловживання алкоголем його колись могутній голос перетворився на гранично хрипкий баритон.
У 1970 році виходить третій альбом Джо Кокера — «Mad Dogs and Englishmen», з яким пройшов його тріумфальний тур 48 містами, проведений всього за 56 днів. Як і попередні два альбоми, цей також став платиновим, принісши співакові не тільки славу, але й перші мільйони. Популярний журнал «Playboy» назвав Джо вокалістом року номер один. У 70-ті роки вийшло кілька його альбомів — «Joe Cocker» (1973), «I Can Stand a Little Rain» (1974), «Jamaica Say You Will» (1975), «Stingray» (1976), «Luxury You Can Afford» (1978), сингли з яких також не раз потрапляли в топи британських і американських хіт-парадів.

### 1980-ті
Це не перешкодило йому в 1982 в дуеті з Ворнсом Дженіфером підкорити американські чарти повільною баладою «Up Where We Belong», за якою появилися інші пісні в аналогічному стилі. Пісня «Up Where We Belong» була номінована на премію «Оскар». Кокер був одним із небагатьох вудстоківських ветеранів, який з успіхом виступив на Woodstock '94.

### 1990-ті
Перший його альбом, випущений в 90-х роках — «Night Calls» (1992) став платиновим у Європі і золотим у США, а головною його родзинкою став хіт «Night Calls», написаний Джеффом Лінном. Наступні його альбоми тих років — «Have a Little Faith», «Organic» та «Across from Midnight», також переважно складаються з каверів до чужих пісень, пройшли практично не поміченими публікою. Великій успіх мали саундтреки до фільмів «Harry and the Hendersons», «Bull Durham», «An Innocent Man» і пісня до фільму «9 1/2 тижнів».
Маловідома пісня Кокера «Woman to Woman» була перероблена реп-продюсером Доктором Дре в суперхіт «California Love», який очолив «Billboard Hot 100» (щотижня публікується американським журналом «Billboard» хіт-парад ста найбільш популярних в США пісень) і був включений до Списку 500 найкращих пісень усіх часів журналу «Rolling Stone».
У жовтні 1999 року брав участь у телешоу італійського співака Адріано Челентано «Francamente me ne infischio».

### 2000-ні роки

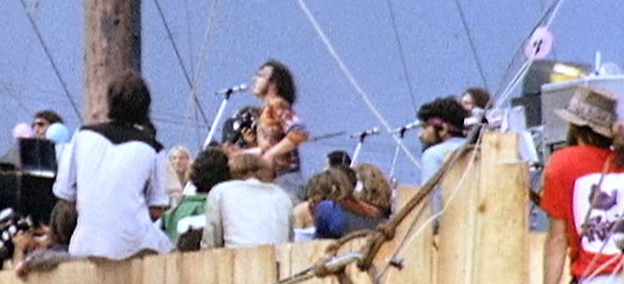
Джо Кокер на фестивалі Вудсток (1969)

За останнє десятиліття співак випустив три нових студійних альбоми — «No Ordinary World» (2000), «Respect Yourself» (2002) і «Heart & Soul» (2004) і окремий збірник під назвою «Definitive Collection» (2002).
Він часто гастролював зі світовими турами і брав участь у всіляких концертах і церемоніях, наприклад у шоу, проведеному під патронатом королівської сім'ї Великої Британії «Princes Trust Gala», концерті на дні народження президента Нельсона Мандели і навіть на церемонії інавгурації американського президента Джорджа Буша.

### Особисте життя
Джо Кокер із дружиною Пем жили в невеликому містечку під назвою Крауфорд (Колорадо), де вони вирішили розвивати сімейний бізнес, завівши пекарню, кафе, конференц-зал, супермаркет і декілька крамниць.
В останні роки співак багато хворів. У вересні 2014 року Біллі Джоел зі сцени повідомив, що стан здоров'я Кокера незадовільний. Джо Кокер хворів на рак легень і помер 22 грудня 2014 року.
| «Дуже сумно чути про те, що Джо покинув нас. Він був прекрасним північним хлопцем, який мені дуже подобався. Як і багато людей, я любив його виконання», — Пол Маккартні.[6] |

## Дискографія
- With a Little Help from My Friends (1969)
- Joe Cocker! (1969)
- Joe Cocker (1972)
- I Can Stand a Little Rain (1974)
- Jamaica Say You Will (1975)
- Stingray (1976)
- Luxury You Can Afford (1978)
- Sheffield Steel (1982)
- Civilized Man (1984)
- Cocker (1986)
- Unchain My Heart (1987)
- One Night of Sin (1989)
- Night Calls (1991/US: 1992)
- Have a Little Faith (1994)
- Organic (1996)
- Across from Midnight (1997)
- No Ordinary World (1999/США: 2000)
- Respect Yourself (2002)
- Heart & Soul (2004/США: 2005)
- Hymn for My Soul (2007/США: 2008)
- Hard Knocks (2010/США: 2012)
- Fire It Up (2012)

## Концерти в Україні
Джо Кокер відвідав Україну в 2002 році. 3 жовтня 2010 року в Києві відбувся концерт на підтримку альбому «Hard Knocks». Ще один виступ в столиці України було організовано 30 травня 2013 року в рамках Fire It Up Tour.